# Los Angeles Clippers 1996-1997
La stagione 1996-97 dei Los Angeles Clippers fu la 27ª nella NBA per la franchigia.
I Los Angeles Clippers arrivarono quinti nella Pacific Division della Western Conference con un record di 36-46. Nei play-off persero al primo turno con gli Utah Jazz (3-0).

## Roster
| N° | Naz.                   | Ruolo | Sportivo          | Anno | Alt. | Peso |
| -- | ---------------------- | ----- | ----------------- | ---- | ---- | ---- |
| 00 | Stati Uniti (bandiera) | C     | Kevin Duckworth   | 1964 | 213  | 125  |
| 2  | Stati Uniti (bandiera) | G     | Pooh Richardson   | 1966 | 185  | 82   |
| 7  | Stati Uniti (bandiera) | A     | Lamond Murray     | 1973 | 201  | 107  |
| 15 | Stati Uniti (bandiera) | G     | Darrick Martin    | 1971 | 180  | 77   |
| 21 | Stati Uniti (bandiera) | G     | Malik Sealy       | 1970 | 203  | 86   |
| 24 | Stati Uniti (bandiera) | G     | Terry Dehere      | 1971 | 188  | 86   |
| 31 | Stati Uniti (bandiera) | G     | Brent Barry       | 1971 | 198  | 84   |
| 33 | Stati Uniti (bandiera) | C     | Dwayne Schintzius | 1968 | 216  | 118  |
| 35 | Stati Uniti (bandiera) | A     | Loy Vaught        | 1968 | 206  | 104  |
| 45 | Stati Uniti (bandiera) | A     | Bo Outlaw         | 1971 | 203  | 95   |
| 50 | Stati Uniti (bandiera) | C     | Rich Manning      | 1970 | 211  | 115  |
| 52 | Stati Uniti (bandiera) | GA    | Eric Piatkowski   | 1970 | 201  | 98   |
| 53 | Stati Uniti (bandiera) | C     | Stanley Roberts   | 1970 | 213  | 129  |
| 54 | Stati Uniti (bandiera) | A     | Rodney Rogers     | 1971 | 201  | 107  |
| 55 | Stati Uniti (bandiera) | AC    | Lorenzen Wright   | 1975 | 211  | 102  |

## Staff tecnico
- Allenatore: Bill Fitch
- Vice-allenatori: Jim Brewer, Barry Hecker, Rex Kalamian
- Preparatore atletico: Ray Melchiorre